# ATRAID
ATRAID (англ. All-trans retinoic acid induced differentiation factor) – білок, який кодується однойменним геном, розташованим у людей на короткому плечі 2-ї хромосоми.  Довжина поліпептидного ланцюга білка становить 229 амінокислот, а молекулярна маса — 24 747.
| 10         |  | 20         |  | 30         |  | 40         |  | 50         |
| ---------- |  | ---------- |  | ---------- |  | ---------- |  | ---------- |
| MAPHDPGSLT |  | TLVPWAAALL |  | LALGVERALA |  | LPEICTQCPG |  | SVQNLSKVAF |
| YCKTTRELML |  | HARCCLNQKG |  | TILGLDLQNC |  | SLEDPGPNFH |  | QAHTTVIIDL |
| QANPLKGDLA |  | NTFRGFTQLQ |  | TLILPQHVNC |  | PGGINAWNTI |  | TSYIDNQICQ |
| GQKNLCNNTG |  | DPEMCPENGS |  | CVPDGPGLLQ |  | CVCADGFHGY |  | KCMRQGSFSL |
| LMFFGILGAT |  | TLSVSILLWA |  | TQRRKAKTS  |  |            |  |            |

A: Аланін

C: Цистеїн

D: Аспарагінова кислота

E: Глутамінова кислота

F: Фенілаланін

G: Гліцин

H: Гістидин

I: Ізолейцин

K: Лізин

L: Лейцин

M: Метіонін

N: Аспарагін

P: Пролін

Q: Глутамін

R: Аргінін

S: Серин

T: Треонін

V: Валін

W: Триптофан

Задіяний у таких біологічних процесах як диференціація, поліморфізм, альтернативний сплайсинг. 
Локалізований у клітинній мембрані, ядрі, мембрані.